# 雕刻冠背蟹
雕刻冠背蟹（学名：Lophoplax sculpta）为长脚蟹科冠背蟹属的动物。分布于日本及南太平洋以及中国大陆的海南岛等地，生活环境为海水，常见于水深10-20米的沙石底。其生存的海拔范围为-20至-10米。